# Подгорный (Майкоп)
Подго́рный (адыг. Къушъхьэ лъачI) — посёлок в Республике Адыгея. Входит в состав городского округа город Майкоп.

## География
Посёлок расположен в восточной части городского округа Майкоп, на правом берегу реки Псенафа. Находится в 7 км к северо-западу от города Майкоп и в 23 км к юго-востоку от города Белореченск. 
Площадь территории населённого пункта составляет — 1,52 км2. 
Ближайшие населённые пункты: Косинов на севере, Калинин и Гражданский на востоке, Советский на юго-востоке, Западный на юго-западе, Родниковый и Ханская на западе и Восточный на северо-западе. 
Населённый пункт расположен на Закубанской наклонной равнине, в предгорной зоне республики. Средние высоты на территории посёлка составляют 217 метров над уровнем моря. Рельеф местности представляет собой в основном волнистые равнины с общим уклоном с юго-запада на северо-восток, с холмистыми и курганными возвышенностями. 
Гидрографическая сеть в основном представлена рекой Псенафа и запрудами расположенными вдоль её долины.  
Климат на территории хутора влажный умеренный (Dfa). Среднегодовая температура воздуха положительная и составляет около +11,5°С. Среднемесячная температура воздуха в июле достигает +23,0°С. Среднемесячная температура января составляет около 0°С. Среднегодовое количество осадков составляет около 750 мм. Основная часть осадков выпадает в период с мая по июль. 

## История
Посёлок был основан в 1961 году на базе Адыгейской областной государственной сельскохозяйственной опытной станции.
20 февраля 1986 года в составе Западного сельсовета, посёлок был передан из Майкопского района в ведение Майкопского городского совета. 
18 августа 1992 года с упразднением Западного сельсовета, посёлок Подгорный был передан в прямое подчинение Майкопской городской администрации. 
С 2000 года в составе Майкопского республиканского городского округа, наделённого статусом муниципального образования в 2005 году. 

## Население
| 2002 | 2010 | 2013 | 2014 | 2015 | 2016 | 2017 |
| ---- | ---- | ---- | ---- | ---- | ---- | ---- |
| 765  | ↘739 | ↗764 | ↗775 | ↘766 | ↗767 | ↗779 |
| 2018 | 2019 | 2020 | 2021 | 2023 | 2024 |      |
| ↘773 | ↘754 | ↘741 | ↘615 | ↘594 | ↘588 |      |

Плотность — 386.84 чел./км2.
Национальный состав
По данным Всероссийской переписи населения 2010 года:
| Народ    | Численность, чел. | Доля от всего населения, % |
| -------- | ----------------- | -------------------------- |
| русские  | 631               | 85,38 %                    |
| адыги    | 63                | 8,53 %                     |
| чехи     | 13                | 1,76 %                     |
| украинцы | 12                | 1,62 %                     |
| другие   | 20                | 2,71 %                     |
| всего    | 739               | 100,0 %                    |

Мужчины — 344 чел. (46,5 %). Женщины — 395 чел. (53,5 %).

По данным Всероссийской переписи 2021 года:
| Народ               | Численность, чел. | Доля от всего населения, % |
| ------------------- | ----------------- | -------------------------- |
| русские             | 551               | 89,59 %                    |
| адыги               | 37                | 6,01 %                     |
| другие / не указано | 27                | 4,39 %                     |
| всего               | 615               | 100,0 %                    |

## Местное самоуправление
Посёлок Подгорный вместе с хутором Косинов, входят в ТОС (территориальное общественное самоуправление) №16 городского округа Майкоп. 
Местное самоуправление является территориальным исполнительным органом местной администрации (ТИОМА) городского округа Майкоп и осуществляет исполнительно-распорядительные функции на территории посёлка Подгорный и хутора Косинов.
Администрация ТОС №16 — городской округ Майкоп, посёлок Подгорный, ул. Ленина, № 48.
- Председатель местного самоуправления — Заболотнева Елена Иосифовна.
- Администратор местного самоуправления — Шевченко Елена Алексеевна.

## Инфраструктура
- Адыгейский научно-исследовательский институт сельского хозяйства
- Средняя школа № 14
- Детский сад № 60 «Ласточка»
- Фельдшерско-акушерский пункт
- Дом культуры «Гигант»

## Транспорт
Через посёлок проходит автобусный маршрут №110 «Университет — хутор Косинов».

## Улицы
Уличная сеть посёлка состоит из 6 улиц и 3 переулков:
Улицы

| Брантова |
| Ленина   |

| Мирная   |
| Мичурина |

| Молодёжная |
| Цветочная  |

Переулки

| Новый |

| Солнечный |

| Школьный |